# 岡譲司
岡 譲司（おか じょうじ、1902年5月25日 - 1970年12月17日）は、日本の俳優である。本名は中溝 勝三（なかみぞ かつぞう）。旧芸名は美濃部 進（みのべ すすむ）、岡 譲二（読み同じ）。

## 人物・来歴
1902年（明治35年）5月25日（日曜日）、東京府東京市京橋区越前堀（現在の東京都中央区新川）に生まれる。祖父は佐賀藩の勘定方を務め、父は三十五銀行（現在の静岡銀行）の頭取であったというが、氏名などは不明である。父は三十銀行の頭取兼支配人、中溝秀周である。
画家志望であったが、立教大学商科に進学、同学を卒業し、日本蓄音器商会（現在の日本コロムビア）広告宣伝部に入社する。同社で同部長に昇進したが、日活宣伝部員の友人の誘いを受けて退社、満26歳である1929年（昭和4年）初頭に日活太秦撮影所現代劇技芸部に入社、同年2月8日に公開された『栄冠』で映画界にデビューとされるが、前年の1928年（昭和3年）9月27日に公開された池田富保監督による大作『維新の京洛 竜の巻 虎の巻』に、島津久光役で出演しており「美濃部 進」の名ですでにクレジットされている。同社では、おもに現代劇に出演、1929年7月6日に公開された徳永フランク監督の『赤い灯青い灯』で主演に抜擢される。
1931年（昭和6年）、宝塚少女歌劇団出身の女優、澤蘭子と恋愛および失踪事件を起こし、同年10月1日に公開された池田富保監督の『殉教血史 日本二十六聖人』に出演したのを最後に、2人とも退社を余儀なくされた。澤蘭子はすでに同年4月に東京の松竹蒲田撮影所に移籍していたが、同社では、同年10月、鈴木傳明、岡田時彦、高田稔らが退社して独立、不二映画社設立の事態となっており、宝塚の経営者・小林一三の尽力もあって、岡も同社に入社する。蒲田入社と同時に「岡 譲二」と改名した。当時の所長、城戸四郎が好きな洋酒の「ジョニー・ウォーカー」をもじって命名したとのことである。同社では、田中絹代、初代水谷八重子らと次々に共演、サイレント映画からトーキーの時代に突入し、岡の美声が評判となり、数年のうちに蒲田のスターとなる。とりわけ野村芳亭監督には重用されたが、1934年（昭和9年）8月15日に公開された『街の暴風』を最後に、同月23日、野村が急逝してしまう。同年、同社を退社、協同映画を設立する。
協同映画を解散した1935年（昭和10年）、日活多摩川撮影所に入社する。1936年（昭和11年）1月30日に公開された、入江プロダクション製作、阿部豊監督の『白衣の佳人』に出演した後、同月、初めての徴兵を受け、大日本帝国陸軍少尉として3週間入隊した。原職に復帰して、同年4月8日公開、千葉泰樹監督の『恋は雨に濡れて』に出演、その後1937年（昭和12年）1月14日に公開された『検事とその妹』に主演したのを最後に、同作の監督の渡辺邦男とともに同社を退社、京都のゼーオー・スタヂオ、さらにはP.C.L.映画製作所へと同時に移籍して行く。同年9月10日の両社の合併による東宝映画の設立に際しては、継続的に入社し、P.C.L.のスタジオの後身である東宝映画東京撮影所（現在の東宝スタジオ）に所属した。このころ、澤蘭子との内縁関係を解消し、翌1938年（昭和13年）、新橋の名妓と呼ばれた秀菊（本名・田中都美子）と結婚した。1939年（昭和14年）には、2度目の徴兵を受けて、1年間、大日本帝国陸軍少尉として働き、同年12月29日公開、滝沢英輔監督の『御存知東男』で映画界に復帰した。当時の岡の言によれば「私淑する俳優」は、コンラート・ファイト、ヴェルナー・クラウス、ポール・ムニであるという。
1944年（昭和19年）8月、3度目の徴兵を受けて大日本帝国陸軍中尉として、台湾の基隆に駐屯、台北で終戦を迎えた。第二次世界大戦終結後は、1946年（昭和21年）3月10日に復員して東宝に復帰、同年8月1日に公開された渡辺邦男監督の『命ある限り』で映画界に復帰した。東宝争議の勃発を受けて、1947年（昭和22年）、大映と契約を結ぶ。1954年（昭和29年）7月6日に公開された、安田公義監督の『関八州勢揃い』への出演を機に「岡 譲司」と改名した。晩年は妻とは離婚し、子は妻の姓を名乗っており、画廊を経営していたという。
1970年（昭和45年）12月17日、高血圧による心臓病を病み、東京都渋谷区代々木の病院で死去した。墓所は青山霊園にある。長女は第12期大映研修生、長男は真山譲次の芸名で、青年期の一時期、俳優として活動した。
明智小五郎と金田一耕助両者を演じた数少ない役者である（ほかに演じたのは小野寺昭、稲垣吾郎）。

## フィルモグラフィ
特筆以外すべてクレジットは「出演」である。公開日の右側には役名、および東京国立近代美術館フィルムセンター（NFC）、マツダ映画社所蔵等の上映用プリントの現存状況についても記す。同センター等に所蔵されていないものは、とくに1940年代以前の作品についてはほぼ現存しないフィルムである。

### 日活太秦撮影所
すべて製作は「日活太秦撮影所」、すべて配給は「日活」、すべてサイレント映画である。すべて「美濃部進」名義。
- 『維新の京洛 竜の巻 虎の巻』 : 監督池田富保、1928年9月27日公開 - 島津久光
- 『栄冠』 : 監督亀原嘉明・長倉祐孝、1929年2月8日公開
- 『朝日は輝く』 : 監督溝口健二・伊奈精一、1929年4月12日公開 - 悪漢団長 辛崎広夫
- 『紅屋の娘』 : 監督三枝源次郎、1929年6月14日公開 - 旦那
- 『赤い灯青い灯』[2][9]（『赤い火青い火』[3]） : 監督徳永フランク、1929年7月6日公開 - 奥村信夫（主演）
- 『妖怪無電』 : 監督木村次郎、1929年8月15日公開 - 秋山達之助・黄龍伯（主演）
- 『まごころ』 : 監督東坊城恭長、1929年8月23日公開 - 圭一の友
- 『雲の王座』 : 監督田坂具隆、1929年10月25日公開 - 都の男
- 『娘尖端エロ感時代 第一篇 私の命は指先よ』 : 監督木村次郎、1930年10月31日公開 - 会社員 岡田（主演）
- 『暁の唄』 : 監督木村次郎、1931年2月13日公開 - 春男（主演）
- 『殉教血史 日本二十六聖人』 : 監督池田富保、1931年10月1日公開 - アギラマルチン神父、96分尺で現存（NFC所蔵[6]）

### 松竹蒲田撮影所

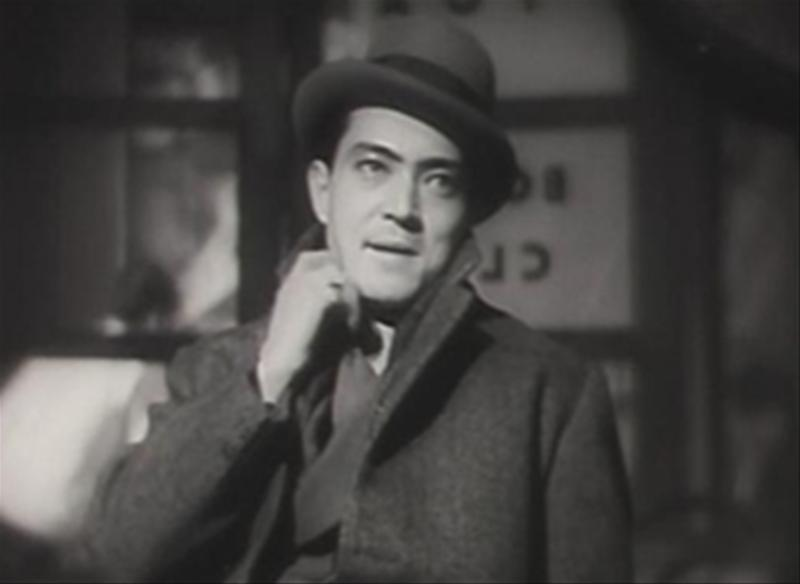
『上陸第一歩』（1932年）のスチル写真の岡譲二。

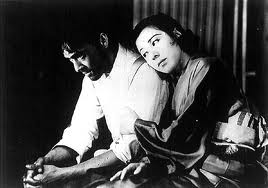
『また逢ふ日まで』（1932年）のスチル写真。右・岡田嘉子。

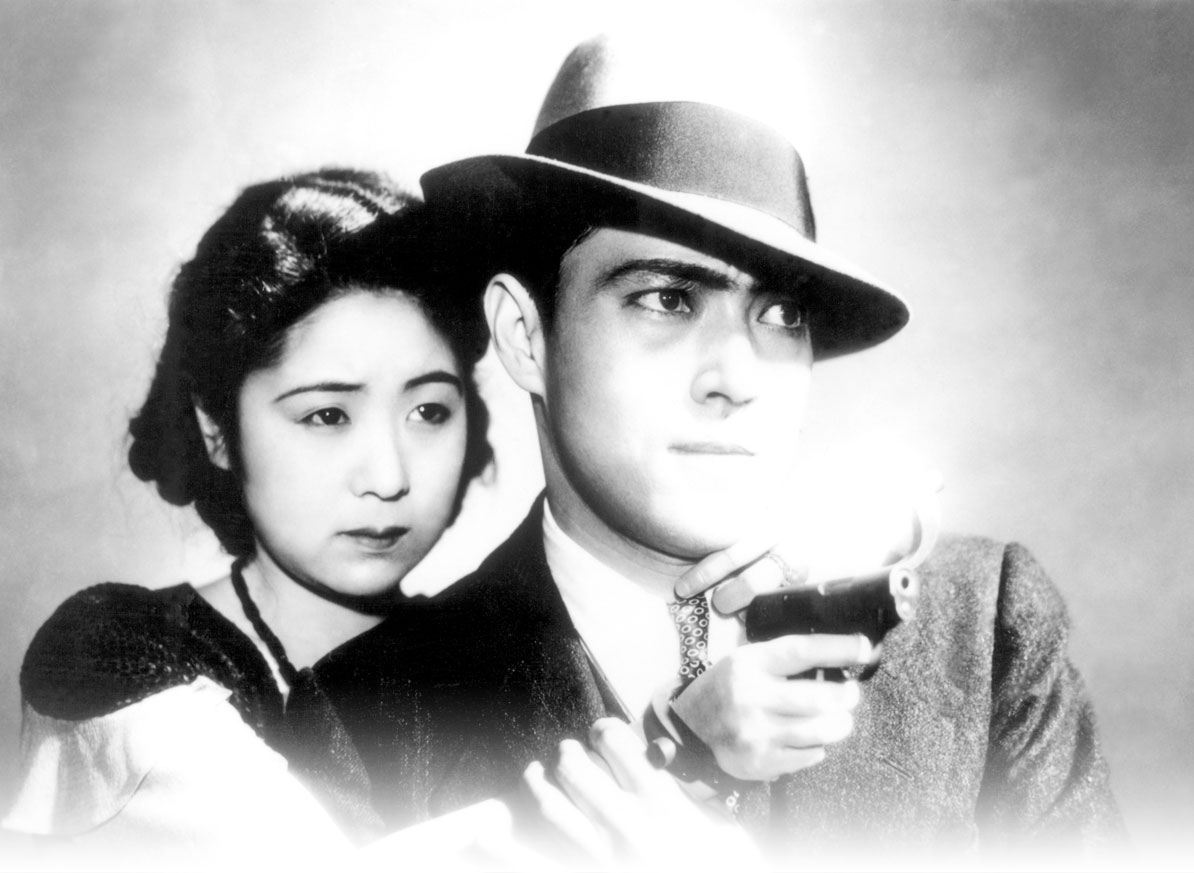
『非常線の女』（1933年）のスチル写真。左・田中絹代。

特筆以外すべて製作は「松竹蒲田撮影所」、すべて配給は「松竹キネマ」、特筆以外すべてサイレント映画である。すべて「岡譲二」名義。
- 『七つの海 前篇 処女篇』 : 監督清水宏、1931年12月23日公開 - 兄・八木橋武彦、71分尺で現存（NFC所蔵[6]）
- 『七つの海 後篇 貞操篇』 : 監督清水宏、1932年2月11日公開 - 兄武彦、81分尺で現存（NFC所蔵[6]）
- 『相思樹』 : 監督池田義信、1932年2月19日公開
- 『勝敗』 : 監督島津保次郎、部分発声版（パートトーキー）、1932年3月18日公開
- 『上陸第一歩』 : 監督島津保次郎、トーキー、1932年4月14日公開 - 火夫坂田（主演）、82分尺で現存（NFC所蔵[6]）
- 『乳姉妹』 : 監督野村芳亭、1932年5月13日公開 - 高浜勇、136分尺で現存（NFC所蔵[6]）
- 『陽気なお嬢さん』 : 監督重宗務、サウンド版、1932年6月3日公開 - 氷川男爵
- 『新四ツ谷怪談』 : 監督野村芳亭、サウンド・部分発声版、1932年7月29日公開
- 『涙の瞳』 : 監督野村芳亭、1932年9月1日公開
- 『歓喜の一夜』 : 監督島津保次郎、1932年10月27日公開 - 主演
- 『聖なる乳房』 : 監督池田義信、1932年11月17日公開
- 『また逢ふ日まで』 : 監督小津安二郎、サウンド版、1932年11月24日公開 - 男（主演）
- 『忠臣蔵 前篇 赤穂京の巻』 : 監督衣笠貞之助、製作松竹下加茂撮影所、1932年12月1日公開 - 柳沢出羽守、前後篇合計132分尺で現存（NFC所蔵[6]）
- 『忠臣蔵 後篇 江戸の巻』 : 監督衣笠貞之助、製作松竹下加茂撮影所、1932年12月1日公開 - 柳沢出羽守、同上[6]
- 『生さぬ仲』 : 監督成瀬巳喜男、1932年12月16日公開 - 日下部正也、94分尺で現存（NFC所蔵[6]）
- 『琵琶歌』 : 監督野村芳亭、1933年1月7日公開 - 三蔵（主演）、91分尺で現存（NFC所蔵[6]）
- 『涙の渡り鳥』 : 監督野村芳亭、1933年2月15日公開
- 『応援団長の恋』 : 監督野村浩将、1933年3月1日公開 - 應援團長 塚本、78分尺で現存（NFC所蔵[6]）
- 『非常線の女』 : 監督小津安二郎、1933年4月27日公開 - 襄二（主演）、120分尺で現存（NFC所蔵[6]）
- 『晴曇』 : 監督野村芳亭、1933年5月4日公開 - 江村伊助（主演）、125分尺で現存（NFC所蔵[6]）
- 『頬を寄すれば』 : 監督島津保次郎、トーキー、1933年8月3日公開
- 『いろはにほへど』 : 監督池田義信、サウンド版、1933年8月31日公開
- 『東京音頭』 : 監督野村芳亭、サウンド版、1933年9月28日公開 - 斉藤進（主演）、82分尺で現存（NFC所蔵[6]）
- 『沈丁花』 : 監督野村芳亭、サウンド版、1933年11月16日公開 - 門弟野村白風
- 『双眸』 : 監督成瀬巳喜男、1933年12月7日公開 - 須永一雄
- 『初恋の春』 : 監督野村芳亭、サウンド版、1933年12月31日公開
- 『東洋の母』 : 総監督清水宏、監督石川和雄・佐々木康・佐藤武・沼波功雄・荻原耐・恒吉忠康、トーキー、1934年2月1日公開 - 息子・健
- 『婦系図』 : 監督野村芳亭、トーキー、1934年2月22日公開 - 早瀬主税（主演）、134分尺で現存（NFC所蔵[6]）
- 『地上の星座 前篇 地上篇』 : 監督野村芳亭、サウンド版、1934年5月17日公開
- 『地上の星座 後篇 星座篇』 : 監督野村芳亭、サウンド版、1934年5月31日公開
- 『利根の朝霧』 : 監督野村芳亭、トーキー、1934年8月1日公開 - 主演
- 『街の暴風』 : 監督野村芳亭、サウンド版、1934年8月15日公開 - 主演

### 協同映画
製作は特筆の通り、すべて配給は「日活」、すべてトーキーである。
- 『多情仏心』 : 監督阿部豊、製作日活・協同映画、1934年11月22日公開 - 藤代信代
- 『日像月像』 : 監督阿部豊、製作協同映画・日活多摩川撮影所、1935年1月15日公開 - 海軍大尉 外村謙之助
- 『青春音頭』 : 監督熊谷久虎、製作日活多摩川撮影所、1935年4月3日公開 - 応援団長 重さん（主演）
- 『海国大日本』 : 監督阿部豊、製作日活・協同映画・太秦発声映画・ゼーオースタヂオ・日本ビクター、1935年5月27日公開 - 白石誠

### 日活多摩川撮影所

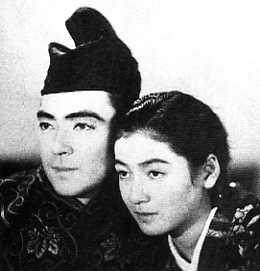
『検事とその妹』（1937年）のスチル写真。右・原節子。

特筆以外すべて製作は「日活多摩川撮影所」、すべて配給は「日活」、以降すべてトーキーである。
- 『緑の地平線 前篇』 : 監督阿部豊、1935年10月1日公開 - 瀬尾雄三（主演）
- 『緑の地平線 後篇』 : 監督阿部豊、1935年10月9日公開 - 瀬尾雄三（主演）
- 『のぞかれた花嫁』 : 監督大谷俊夫、1935年10月14日公開 - 特別出演
- 『大菩薩峠 第一篇 甲源一刀流の巻』 : 監督稲垣浩、製作日活京都撮影所、1935年11月15日公開 - 島田虎之助、77分尺で現存（NFC所蔵[6]）
- 『ジャズの街かど』 : 監督渡辺邦男、1935年12月31日公開 - 彫刻家 大岡（主演）
- 『白衣の佳人』 : 監督阿部豊、製作入江プロダクション、1936年1月30日公開 - 島津宏一郎（主演）
- 『恋は雨に濡れて』 : 監督千葉泰樹、1936年4月8日公開 - 会社員 羽田（主演）
- 『大菩薩峠 鈴鹿山の巻 壬生島原の巻』 : 監督稲垣浩、製作日活京都撮影所、1936年4月15日公開 - 島田虎之助、1分の断片のみが現存（NFC所蔵[6]）
- 『生命の冠』 : 監督内田吐夢、1936年6月4日公開 - 有村恒太郎（主演）、51分尺で現存（NFC所蔵[6]）
- 『慈悲心鳥』 : 監督渡辺邦男、1936年7月1日公開 - 篠原俊輔
- 『魂』 : 監督渡辺邦男、1936年8月14日公開 - 城木幹也（主演）
- 『女の階級』 : 監督千葉泰樹、1936年10月15日公開 - 美濃部譲（主演）
- 『高橋是清自伝 前後篇』 : 監督渡辺邦男、1936年11月19日公開 - 高橋是清（青年壮年時代・主演）
- 『浴槽の花嫁』 : 監督清瀬英次郎、1936年12月31日公開 - 岡田進
- 『検事とその妹』 : 監督渡辺邦男、1937年1月14日公開 - 矢島健作（主演）

### 東宝映画東京撮影所
特筆以外すべて製作は「東宝映画東京撮影所」、すべて配給は「東宝映画」である。
配給 東宝映画
- 『男は度胸』 : 監督渡辺邦男、製作ゼーオースタヂオ、1937年5月11日公開 - 主演
- 『北支の空を衝く』 : 監督渡辺邦男、製作P.C.L.映画製作所、1937年9月1日公開 - 杉浦健而（主演）、41分尺で現存（NFC所蔵[6]）
- 『維新秘話 戦ひの曲』 : 監督渡辺邦男、製作P.C.L.映画製作所、1937年9月21日公開 - 関口鉄之助・関口幾之助（二役・主演）
- 『母の曲 前篇』 : 監督山本薩夫、1937年12月11日公開 - 主演、前後篇合計94分尺で現存（NFC所蔵[6]）
- 『母の曲 後篇』 : 監督山本薩夫、1937年12月21日公開 - 主演、同上[6]
- 『鉄腕都市』 : 監督渡辺邦男、1938年1月20日公開 - 主演
- 『人生競馬』 : 監督荻原耐、1938年1月21日公開 - 主演
- 『愛情一路』 : 監督渡辺邦男、1938年7月1日公開 - 主演
- 『御存知東男』 : 監督滝沢英輔、1939年12月29日公開
- 『新妻鏡 前篇』 : 監督渡辺邦男、1940年5月1日公開 - 醍醐博（主演）
- 『新妻鏡 後篇』 : 監督渡辺邦男、1940年5月8日公開 - 醍醐博（主演）
- 『太陽の都』 : 監督滝沢英輔、1940年9月17日公開 - 主演
- 『闘ふ男』 : 監督石田民三、1940年10月23日公開 - 中島安吉（主演）
- 『蔦』 : 監督萩原遼、1940年12月4日公開 - 主演
- 『新編 坊っちゃん』 : 監督渡辺邦男、1941年2月18日公開 - 主演
- 『維新前夜』 : 監督渡辺邦男、製作大宝映画、1941年7月23日公開
- 『男子友情』 : 監督石田民三、製作大宝映画、1941年8月21日公開 - 主演
- 『武蔵坊弁慶』 : 監督渡辺邦男、1942年1月7日公開 - 武蔵坊弁慶（主演）

配給 映画配給社
- 『翼の凱歌』 : 監督山本薩夫、1942年10月15日公開 - 主演
- 『音楽大進軍』 : 監督渡辺邦男、1943年3月18日公開 - 岡倉龍作（主演）、76分尺で現存（NFC所蔵[6]）
- 『男』 : 監督渡辺邦男、1943年6月10日公開 - 日下志郎（主演）、67分尺で現存（NFC所蔵[6]）
- 『命ある限り』 : 監督渡辺邦男、製作・配給東宝、1946年8月1日公開 - 主演

### 大映京都撮影所

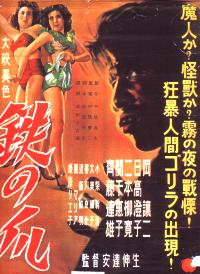
『鉄の爪』（1951年）のポスター。

特筆以外すべて製作は「大映京都撮影所」、すべて配給は「大映」である。
- 『裁かれる愛情』 : 監督木村恵吾、1947年9月2日公開 - 主演
- 『素浪人罷通る』 : 監督伊藤大輔、1947年10月28日公開 - 大岡越前守
- 『蝶々失踪事件』 : 監督久松静児、製作大映東京撮影所、1947年12月23日公開 - 主演
- 『美しき豹』（『女の家』[7]） : 監督千葉泰樹、製作大映東京撮影所、1948年3月16日公開 - 吉田隆三（主演）、85分尺で現存（NFC所蔵[6]）
- 『武装警官隊』 : 監督大曾根辰夫、製作松竹京都撮影所、配給松竹、1948年8月4日公開 - 主演
- 『千姫御殿』 : 監督野淵昶、1948年9月20日公開
- 『母紅梅』 : 監督小石栄一、製作大映東京撮影所、1949年1月24日公開 - 笹井晋吾、83分尺で現存（NFC所蔵[6]）
- 『恋狼火』 : 監督洲多競（楠田清）、製作新演伎座、配給東宝、1949年8月2日公開
- 『甲賀屋敷』 : 監督衣笠貞之助、製作新演伎座、配給大映、1949年11月27日公開
- 『氷柱の美女』 : 監督久松静児、製作大映東京撮影所、1950年3月12日公開 - 明智小五郎（主演）
- 『海のGメン 玄海灘の狼』 : 監督志村敏夫、製作新東宝、配給東宝、1950年4月29日公開 - 勝田耕平
- 『禿鷹』（コンドル） : 監督安田公義、1950年5月13日公開 - 主演
- 『海賊島』 : 監督安田公義、1950年7月8日公開 - 主演
- 『海峡の鮫』 : 監督安達伸生、1950年10月14日公開 - 主演
- 『エノケンの豪傑一代男』 : 監督荒井良平、製作エノケンプロダクション、配給新東宝、1950年10月15日公開
- 『鉄路の弾痕』 : 監督安田公義、1950年12月23日公開 - 矢部正人（主演）
- 『鉄の爪』 : 監督安達伸生、製作大映東京撮影所、1951年2月24日公開 - 田代恭助（主演）[17]
- 『逢魔が辻の決闘』 : 監督森一生、1951年9月14日公開 - 大泉夕雲斎
- 『愛染橋』 : 監督野淵昶、1951年10月12日公開 - 主演
- 『浅草紅団』 : 監督久松静児、製作大映東京撮影所、1952年1月3日公開
- 『毒蛇島綺談 女王蜂』 : 監督田中重雄、製作大映東京撮影所、1952年2月1日公開 - 金田一耕助・東作 贋千木良兼吉（二役・主演）
- 『猛獣使いの少女』 : 監督佐伯幸三、製作大映東京撮影所、1952年6月5日公開
- 『振袖狂女』 : 監督安田公義、1952年7月10日公開 - 内海陣十郎、95分尺で現存（NFC所蔵[6]）
- 『大佛開眼』 : 監督衣笠貞之助、1952年11月13日公開 - 橘ノ奈良麻呂、128分尺で現存（NFC所蔵[6]）
- 『旗本退屈男 八百八町罷り通る』 : 監督佐々木康、製作東映京都撮影所、配給東映、1953年1月22日公開 - 大岡越前守
- 『次男坊』 : 監督野村芳太郎、製作松竹大船撮影所、配給松竹、1953年3月19日公開 - 93分尺で現存（NFC所蔵[6]）
- 『姫君と浪人』 : 監督志村敏夫、製作・配給新東宝、1953年4月1日公開 - 風間五郎助
- 『チャタレー夫人は日本にもいた』 : 監督島耕二、製作大映東京撮影所、1953年4月15日公開

### 新東宝
すべて製作・配給は「新東宝」である。
- 『晴れ姿 伊豆の佐太郎』 : 監督中川信夫、1953年5月19日公開 - 武井半蔵、短縮版『唄祭り 佐太郎三度笠』として68分尺で現存（日本名画遺産DVD）
- 『鞍馬天狗と勝海舟』 : 監督池田富保、1953年8月5日公開 - 西郷隆盛

### 東映京都撮影所

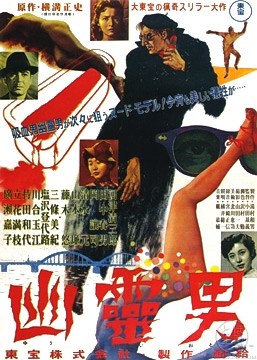
『幽霊男』（1954年）のポスター。

特筆以外すべて製作は「東映京都撮影所」、すべて配給は「東映」である。
- 『神変あばれ笠 後篇』 : 監督渡辺邦男、1953年8月31日公開
- 『新書太閤記 急襲桶狭間』 : 監督松田定次、1953年9月30日公開
- 『近世名勝負物語 血闘』 : 監督仲木繁夫、製作大映京都撮影所、配給大映、1953年10月14日公開 - 菊波忠正
- 『危うし! 鞍馬天狗』 : 監督萩原遼、1953年10月20日公開
- 『快傑黒頭巾』 : 監督河野寿一、1953年11月29日公開
- 『逆襲! 鞍馬天狗』 : 監督萩原遼、1953年12月15日公開
- 『やくざ狼』（『天保六花撰 やくざ狼』[6]） : 監督萩原遼、製作綜芸プロダクション、配給新東宝、1953年12月27日公開 - 河内山宗俊、84分尺で現存（NFC所蔵[6]）
- 『続続続魚河岸の石松 大阪罷り通る』 : 監督小石栄一、製作東映東京撮影所、1954年1月15日公開 - 大政
- 『謎の黄金島 第一部 魔の蜜書』 : 監督河野寿一、1954年2月10日公開 - 水野越前守
- 『謎の黄金島 第二部 魔の刃影』 : 監督河野寿一、1954年2月17日公開 - 水野越前守
- 『近世名勝負物語 秩父水滸伝』 : 監督小石栄一、製作東映東京撮影所、1954年2月17日公開 - 山岡鉄太郎
- 『謎の黄金島 第三部 魔の海神』 : 監督河野寿一、1954年2月24日公開 - 水野越前守
- 『右門捕物帖 妖鬼屋敷』 : 監督毛利正樹、製作宝塚映画製作所、配給東宝、1954年3月24日公開 - 田島伊右衛門
- 『巷説荒木又右衛門 暁の三十八人斬り』 : 監督渡辺邦男、1954年3月31日公開 - 阿部四郎五郎
- 『悪魔が来りて笛を吹く』 : 監督松田定次、1954年4月27日公開 - 等々力警部
- 『風立ちぬ』 : 監督島耕二、製作東京映画・大雅社、配給東宝、1954年5月19日公開 - 院長
- 『野ざらし姫 追撃の三十騎』 : 監督小沢茂弘、1954年6月15日公開 - 土井大炊頭
- 『関八州勢揃い』 : 監督安田公義、製作・配給新東宝、1954年7月6日公開 - 中山誠一郎
- 『鞍馬天狗 疾風八百八町』 : 監督志村敏夫、製作宝塚映画製作所、配給東宝、1954年7月21日公開
- 『蛇姫様 第一部 千太郎あで姿』 : 監督河野寿一、1954年9月7日公開 - 植原一刀斎
- 『蛇姫様 第二部 緋牡丹地獄』 : 監督河野寿一、1954年9月21日公開 - 植原一刀斎
- 『泥だらけの青春』 : 監督菅井一郎、演出監修吉村公三郎、製作・配給日活、1954年9月21日公開 - 往年の二枚目 坂上謙介（賛助出演）、92分尺で現存（NFC所蔵[6]）
- 『蛇姫様 第三部 恋慕街道』 : 監督河野寿一、1954年9月28日公開 - 植原一刀斎
- 『幽霊男』 : 監督小田基義、製作・配給東宝、1954年10月13日公開 - 加納三作
- 『隠密若衆』 : 監督渡辺邦男、製作・配給新東宝、1955年2月20日公開 - 浜島庄兵衛
- 『鬼斬り若様』 : 監督安田公義、製作大映京都撮影所、配給大映、1955年4月19日公開
- 『緋牡丹記』 : 監督野村浩将、製作・配給新東宝、1955年5月10日公開 - 成富清之助
- 『月を斬る影法師』 : 監督三隅研次、製作大映京都撮影所、配給大映、1955年6月8日公開 - 相坂豊前守
- 『天兵童子 第一篇 波濤の若武者』 : 監督内出好吉、1955年6月21日公開 - 清水長左術門宗治
- 『天兵童子 第二篇 高松城の密使』 : 監督内出好吉、1955年6月28日公開 - 清水長左術門宗治
- 『森繁のやりくり社員』 : 監督渡辺邦男、製作・配給新東宝、1955年7月5日公開 - ピントカメラ重役
- 『下郎の首』 : 監督伊藤大輔、製作・配給新東宝、1955年7月26日公開 - 門弟・溝呂木、98分尺で現存（NFC所蔵[6]）
- 『柔道流転』 : 監督内川清一郎、製作・配給新東宝、1955年10月18日公開 - 佐野
- 『柔道流転 黒帯無双』 : 監督内川清一郎、製作・配給新東宝、1955年11月15日公開 - 佐野
- 『荒獅子判官』 : 監督佐々木康、1955年11月8日公開
- 『ふり袖小天狗』 : 監督内出好吉、1955年11月22日公開
- 『あばれ振袖』 : 監督萩原遼、1955年11月22日公開 - 水谷内蔵助、72分尺で現存（NFC所蔵[6]）
- 『復讐浄瑠璃坂 第一部 鬼伏峠の襲撃』 : 監督二川文太郎・並木鏡太郎、製作宝塚映画製作所、配給東宝、1955年12月11日公開 - 奥平隼人
- 『雄呂血の秘宝』 : 監督萩原遼・深田金之助、1955年12月20日公開 - 鰐淵重兵衛
- 『雄呂血の秘宝 完結後篇』 : 監督萩原遼・深田金之助、1955年12月20日公開 - 鰐淵重兵衛
- 『復讐浄瑠璃坂 第二部 暁の血戦』 : 監督二川文太郎・並木鏡太郎、製作宝塚映画製作所、配給東宝、1955年12月21日公開 - 奥平隼人
- 『あばれ行燈』 : 監督渡辺邦男、製作・配給新東宝、1956年1月3日公開 - 河合の吉蔵
- 『忍術左源太』 : 監督深田金之助、1956年1月8日公開 - 真田幸村
- 『森繁の新婚旅行』 : 監督渡辺邦男、製作・配給新東宝、1956年1月14日公開 - 太陽新聞社部長
- 『剣豪二刀流』 : 監督松田定次、1956年3月1日公開 - 高田又兵衛
- 『快剣士笑いの面』 : 監督佐々木康、1956年3月8日公開
- 『剣法奥儀 二刀流雪柳』 : 監督深田金之助、1956年5月18日公開 - 石川長門守
- 『若様侍捕物帳 魔の死美人屋敷』（『若さま侍捕物帳 魔の死美人屋敷』） : 監督深田金之助、1956年6月21日公開
- 『怨霊佐倉大騒動』 : 監督渡辺邦男、製作・配給新東宝、1956年6月27日公開 - 教全和尚
- 『折鶴七変化』 : 監督安田公義、製作大映京都撮影所、配給大映、1956年8月1日公開 - 太田黒右衛門（千賀の兄）
- 『続折鶴七変化』 : 監督安田公義、製作大映京都撮影所、配給大映、1956年8月8日公開 - 太田黒右衛門（千賀の兄）
- 『母孔雀』 : 監督伊賀山正徳、製作東映東京撮影所、1956年12月5日公開 - 矢野
- 『若さま侍捕物帳 鮮血の人魚』 : 監督深田金之助、1957年9月29日公開 - 利倉屋金左衛門
- 『佐々木小次郎 前篇』 : 監督佐伯清、1957年10月22日公開 - 有吉内膳
- 『佐々木小次郎 後篇』 : 監督佐伯清、1957年11月5日公開 - 有吉内膳
- 『はやぶさ奉行』 : 監督深田金之助、1957年11月17日公開 - 霧戸武兵衛
- 『花吹雪 鉄火纏』 : 監督河野寿一、1957年12月28日公開 - 水野越前守
- 『旗本退屈男 謎の蛇姫屋敷』 : 監督佐々木康、1957年12月28日公開 - 和蘭陀商人
- 『源氏九郎颯爽記 白狐二刀流』 : 監督加藤泰、1958年3月11日公開 - 新海一八郎、87分尺で現存（NFC所蔵[6]）
- 『蜘蛛男』（『殺人鬼 蜘蛛男』[6]） : 監督山本弘之、製作新映画、配給大映、1958年6月29日公開 - 89分尺で現存（NFC所蔵[6]） - 畔柳博士
- 『血汐笛』 : 監督小沢茂弘、1958年7月6日公開 - 鴻池
- 『柳生旅ごよみ 女難一刀流』 : 監督松村昌治、1958年10月8日公開 - 松平伊豆守
- 『金獅子紋ゆくところ 黄金蜘蛛』 : 監督伊賀山正光（伊賀山正徳）、1958年12月2日公開 - 小市将監
- 『金獅子紋ゆくところ 魔境の秘密』 : 監督伊賀山正光（伊賀山正徳）、1958年12月15日公開 - 浪人者 隠密山内
- 『大東亜戦争と国際裁判』 : 監督小森白、製作・配給新東宝、1959年1月3日公開 - 阿南陸相
- 『忠臣蔵 櫻花の巻・菊花の巻』 : 監督松田定次、1959年1月15日公開 - 小林平八郎
- 『お役者文七捕物暦 蜘蛛の巣屋敷』 : 監督沢島忠、1959年4月1日公開 - 丹沢大五郎
- 『遊星王子』 : 監督若林栄二郎、製作東映東京撮影所、1959年5月19日公開 - まぼろし大使、57分尺で現存（NFC所蔵[6]）
- 『遊星王子 恐怖の宇宙船』 : 監督若林栄二郎、製作東映東京撮影所、1959年5月25日公開 - まぼろし大使、64分尺で現存（NFC所蔵[6]）
- 『月光仮面 幽霊党の逆襲』 : 監督島津昇一、製作東映東京撮影所、1959年7月28日公開
- 『月光仮面 悪魔の最後』 : 監督島津昇一、製作東映東京撮影所、1959年8月4日公開
- 『緑眼童子 神変からくり屋敷』 : 監督内出好吉、1959年9月18日公開 - 諸岡勘解由
- 『緑眼童子 解決篇』 : 監督内出好吉、1959年9月26日公開 - 諸岡勘解由
- 『拳銃を磨く男』: 監督伊賀山正光（伊賀山正徳）、製作東映東京撮影所、1959年11月3日公開 - 高尾
- 『拳銃を磨く男 あの女を探せ』 : 監督伊賀山正光（伊賀山正徳）、製作東映東京撮影所、1959年11月29日公開 - 成瀬
- 『あらくれ大名』 : 監督内出好吉、1960年2月14日公開 - 明石掃部頭、92分尺で現存（NFC所蔵[6]）
- 『危うしGメン 暗黒街の野獣』 : 監督伊賀山正光（伊賀山正徳）、製作東映東京撮影所、配給第二東映、1960年3月1日公開
- 『浪人市場 朝やけ天狗』 : 監督松村昌治、1960年3月22日公開 - 鳥居甲斐守
- 『新吾十番勝負 第三部』 : 監督松田定次、1960年3月27日公開 - 宗田豊之進
- 『草間の半次郎 霧の中の渡り鳥』 : 監督内出好吉、1960年5月29日公開 - 飯岡の助五郎
- 『桃太郎侍 江戸の修羅王』 : 監督深田金之助、配給第二東映、1960年5月31日公開 - 鷲塚主膳
- 『桃太郎侍 南海の鬼』 : 監督深田金之助、配給第二東映、1960年6月7日公開 - 鷲塚主膳
- 『太平洋戦争と姫ゆり部隊』 : 監督小森白、製作・配給大蔵映画、1962年4月7日公開 - 133分尺で現存（NFC所蔵[6]）
- 『海道一の鬼紳士』（『東海一の鬼紳士』[7]） : 監督渡辺祐介、製作東映東京撮影所、1963年4月6日公開 - 町長・大石
- 『この道赤信号』 : 監督近江俊郎、製作ワールド・プロモーション、配給大映、1964年5月16日公開 - 紳士
- 『明治大帝御一代記』 : 監督大蔵貢、製作・配給大蔵映画、1964年9月21日公開
- 『五泊六日』 : 監督渡辺祐介、製作池部プロダクション、配給東映、1966年12月3日公開 - 久米庄造